# NGC 5174
NGC 5174 (NGC 5162) je spiralna galaktika u zviježđu Djevici. Naknadno je utvrđeno da je NGC 5162 ista galaktika.

## Vanjske poveznice
- (engl.) SEDS: NGC 5174
- (engl.) Revidirani Novi opći katalog
- (engl.) Izvangalaktička baza podataka NASA-e i IPAC-a
- (engl.) Astronomska baza podataka SIMBAD
- (engl.) VizieR